# Reuthe
Reuthe is een gemeente in de Oostenrijkse deelstaat Vorarlberg, gelegen in het district Bregenz (B). De gemeente heeft 674 inwoners.

## Geografie
Reuthe heeft een oppervlakte van 10,24 km². Het ligt in het Bregenzerwald in het westen van het land. 53,4% van de vlakte is bebost, 11,6% is alpland. Reuthe is naar oppervlakte en populatie een van de kleinste gemeentes in Vorarlberg.

## Cultuur en bezienswaardigheden

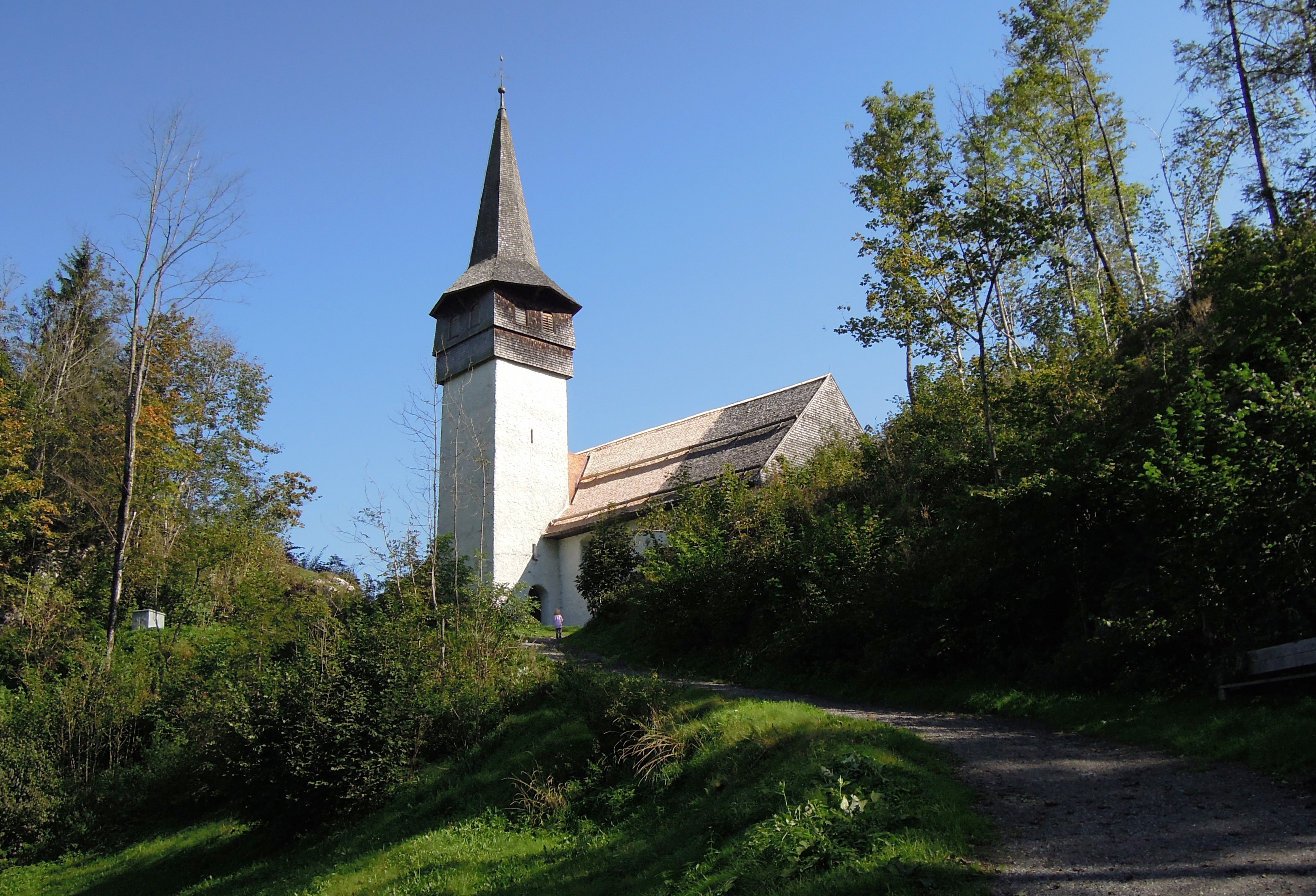
Parochiekerk Hl. Jakobus, Reuthe

De parochiekerk Hl. Jakobus werd in 1248 gebouwd. In 2002 werd een nieuwe orgel ingebouwd.
Reuthe maakt deel uit van de Bregenzerwald Umgang (Bregenzerwald wandeling). De wandeling toont de vormgeving van 12 dorpen in het Bregenzerwald. Aan de hand van het landschap, openbare gebouwen, huizen en alledaagse objecten worden wandelaars geïnformeerd over de typische Bregenzerwälder architectuurstijl door de eeuwen heen.

## Weblinks
- Website van de gemeente Reuthe

Alberschwende · Andelsbuch · Au · Bezau · Bildstein · Bizau · Bregenz (stad) · Buch · Damüls · Doren · Egg · Eichenberg · Fußach · Gaißau · Hard · Hittisau · Höchst · Hohenweiler · Hörbranz · Kennelbach · Krumbach · Langen bei Bregenz · Langenegg · Lauterach · Lingenau · Lochau · Mellau · Mittelberg · Möggers · Reuthe · Riefensberg · Schnepfau · Schoppernau · Schröcken · Schwarzach · Schwarzenberg · Sibratsgfäll · Sulzberg · Warth · Wolfurt
- Gemeinsame Normdatei: 4103735-2
- Nationale Bibliotheek van Tsjechië: ge1096097
- Virtual International Authority File: 248109561